# Portorikanci
Portorikanci (na španjolskom jeziku Puertorriqueños, Boricuas) su neo-romanski narod iz Portorika koji je bio španjolska kolonija do 1898 godine. Portoriko ima 3,950,000 stanovnika. Portorikanci su narod nastao od mješavine više kultura i rasa. Svoje podrijetlo vuku od Taíno Indijanaca, afričkih robova i Europljana. Nakon Španjolsko-američkog rata (1898) kada je SAD aneksirao otok, Portorikanci su dobili američko državljanstvo te je trbuhom za kruhom puno njih otišlo u New York gdje su kroz desetljeća održali vlastiti etnički identitet putem korištenja španjolskog jezika i svoje književnosti te kroz bogatu glazbenu i plesnu tradiciju. Procijenjuje se da danas više od 2,000,000 Portorikanaca živi u dijaspori, uglavnom u kontinentalnom SAD-u. Portorikanci u New Yorku tradicionalno održavaju manifestaciju Puerto Rican Day Parade svake godine u lipnju na 5. Aveniji na Manhattanu.
Portorikanci svoje porijeklo vuku od afričkih robova, koje je španjolska vlada počinje dovoziti kao robove na otok prvi puta 27. siječnja 1513. godine, nadalje od europskih doseljenika i manjim dijelom Taino Indijanaca. Nakon Španjolsko-američkog rata, Portorikanci su dobili američko državljanstvo, te su ga iskoristili kako bi se naselili u matičnom području SAD, uglavnom u New Yorku. Tamo su postali većina u mnogim područjima, od kojih je najpoznatiji Spanish Harlem, te su kroz desetljeća održali vlastiti etnički identitet, bilo putem korištenja španjolskog jezika i salsa kuhinje. 
Portorikanci su po vjeri poglavito rimokatolici, iako je u posljednje vrijeme među njima zabilježen porast protestantizma, pogotovo u obliku raznih pentekostalnih i adventističkih crkava. -Dan-danas se mnogi znameniti Amerikanci, iako su rođeni i odrasli na matičnom području SAD, s ponosom nazivaju Portorikancima. Jedna od najpoznatijih među njima je poznata glumica Jennifer Lopez. Portorikanci govore španjolskim jezikom.

## Ime
Ime Portorikanci (Puertorriqueños, u jednini Puertorriqueño, u žen. obliku Puertorriqueña; engl. Puerto Ricans) dolazi po po otoku Portoriku (=bogata luka). Ime Boricuas, kojim se neki Portorikanci također nazivaju, potječe iz nekadašnjeg indijanskog imena Boriken, za otok Portoriko.

## Povijest
Portoriko, danas domovina Portorikanaca, otkrio je Kolumbo na svom drugom putovanju, 19. studenog 1493., i nazvao ga San Juan Bautista (po svetom Ivanu Krstitelju). Na otoku je tada živjelo 50.000 Taíno Indijanaca, koji su ovaj otok nazivali Boriken ili Borinquen.  Taíno čine kardinalnu grešku kada Kolumbu pokazuju grumene zlata, taj će događaj presuditi daljnju sudbinu otoka. Juan Ponce de León, rođen oko 1460. (po nekima kasnije) sudjeluje 1493. na drugom putovanju Kolumba u Novi svijet. On će se 1502. nastaniti na otoku, koji će po njemu biti prozvan San Juan de Puerto Rico (danas Puerto Rico), a godine 1509. postat će guverner kolonije koju je tamo osnovao.
Sljedeći značajan korak Španjolska čini 1501. kada dozvoljava uvođenje robova u Ameriku, Indijanci nisu bili pogodni za fizičke poslove. Dvije godine nakon kolumbove smrti (1508) započinje španjolska kolonizacija, a 1513. na Portoriko dolaze i prvi crnački robovi, deset godina nakon što su dovedeni na Hispaniolu.
Za potrebe kolonista 1508. godine Juan Ponce de León osniva u osmom mjesecu selo Caparra, uskoro je međutim preseljeno na mjesto sadašnjeg Starog San Juana. Mjesto je prozvano San Juan, a otok je promijenio ime u Puerto Rico. Niknut će i drugi grad, podignut radi bolje zaštite od Indijanaca, a nalazio se na mjestu današnjeg Mayagueza.
Godine 1514. španjolska kruna Španjolcima naseljenim na Portoriku daje još jednu dozvolu, mogu slobodno da se žene s Taíno Indijancima, bilo je to godinu dana nakon uvođenja afričkih robova na Portoriko. Španjolci, Indijanci i crnci u daljnjoj povijesti učestvovat će u izgradnji jedne nove nacije, nacije koju danas poznajemo kao Portorikance.

## Život i običaji
Portoriko je od desetih godina 16. stoljeća do suvremenih dana razvio jedinstvenu kulturu. Miješanjem Indijanaca izbjeglih u planine sa siromašnim španjolskim naseljenicima, nastali su mješanci poznati kao jíbaros (Gibaro, na starom španjolskom), ovi ljudi postali su 'kičma' portorikanske kulture. Razvili su svoj posebni identitet, i u izoliranoj unutrašnjosti otoka sačuvali rustikalni životni stil.

### Kulturni obrasci
Ameriki antropolog Julian H. Steward, obrazlaže složenost portorikanskog društva i multilinearnost evolucije njenih klasa ili segmenata društva. Uvod industrijalizacije u Portoriko dovodi do kulturnih promjena, kako onih urbanih, tako i ruralnih.
Pojava industrijalizacije u 19. stoljeću, a pogotovo kada Portoriko dolazi pod američki suverenitet, dovela je do stvaranja više klase, koja se sastoji od nekoliko stotina bogatih amerikaniziranih obitelji. Poglavito su to predstavnici američkih poslovnih tvrtki. Ove obitelji svakako su privržene Sjedinjenim Državama, a njihov prihod je za prosječnog Portorikanca nedokučiv san.
Portoriko je kao agrarna zemlja poznati proizvođač kave i šećerne trske. Sitni zemljoradnici, kao planinski jíbarosi, prehranjuju se sitnom zemljoradnjom. Na drugu stranu uzgoj kave, duhana i šećerne trske zahtijevat će plantažnu proizvodnju, a povezanost s vanjskim tržištem i industrijalizaciju. 
Neki jíbarosi osim radnika kod vlasnika plantaže, postat će i sami vlasnici. Kolač od prodaje na koncu će podijeliti svi, a najviše amerikanizirana klasa Portorikanaca iz San Juana. Urbane promjene koje donosi industrijalizacija hispanskog društva Portorika stvorit će unutar gradova posebne segmente i socio-kulturne skupine. Pojavit će se kvalificirani i nekvalificirani radnici, bogati trgovci, servisne i javne službe. Najkarakterističnija je pojava srednje klase koja teži osobnom dostignuću i bogatstvu, ona predstavlja jedan novi trend, i dovodi do manjeg diferenciranja stanovništva urbanih Portorikanaca.

### Kuhinja
Mofongo najpoznatije je portorikansko jelo. Među turistima posebno je na cijeni mofongo s jastogom. Portorikanska hrana ("Cocina Criolla") potječe od lokalnih proizvoda. Najvažnija je riža zajedno s domaćim tropskim biljem koje im pruža izvor škroba, to su yuca (cassava, casava), yautía, batata (slatki krumpir, eng.sweet potato) i ńame. Najčešće se na stolu znaju naći mofongo, riža i grah (arroz y habichuelas), piletina s rižom (arroz con pollo), marinirana hobotnica na salatu (ensalada de pulpo), i drugo. Najpoznatiji specijalitet je mofongo koji se priprema od pečenih banana, češnjaka i svinjetine. Mofongo se može pripremati na više načina.

### Glazba i ples
Portorikanska glazba i glazbeni instrumenti su: Taíno, afričkog i španjolskog porijekla. Najvažniji instrument svakako je güicharo, ili güiro. Güiro je podrijetlom od Taína, Radi se o tikvi u obliku boce punjenoj pijeskom, sjemenkama, grahom, ili nekim drugim materijalom, slična mu je i maraca, kakvu su imali šamani brazilskih Tupi Indijanaca. Glazbeni instrumenti španjolske i afričke tradicije također su prisutni u portorikanskom društvu. Najmanje 4 glazbala nastala su od klasične španjolske gitare sa šest žica, to su requinto, bordonua, cuatro i triple.  Najpopularniji od njih je cuatro. Bubanj conga, afričkog je porijekla, sastoji se od drvenog šupljeg trupa koji s jedne strane ima nategnutu životinjsku kožu. 
Danza je portorikanski folklorni ples, nalik je klasičnom valceru a pojavio se na Portoriku 1850.-tih godina, gdje je popularan još i danas. Za njega su kompozicije stvarali Juan Morell Campos i Manuel Tavares. Od ostalih portorikanskih plesova poznata je i salsa koja se probila u New York gdje se proslavila. Plena i bomba se plešu uz pratnju bubnja.

### Karneval
Vejigante imaju Indijanski, europski i afrički korijen, a predstavljaju ih osobe obučene poput klauna za vrijeme karnevala u primorskim gradovima. U gradu Loíza očit je jak afrički-Yoruba utjecaj, a možemo ih naći tijekom trećeg vikenda u mjesecu srpnju, te u Ponceu tokom veljače i u prosincu u Hatillu.
U Loízi su maske vejiganta učinjene od kokosovih ljuski, okičeni drvenim rogovima i pandžama. Vejigante mogu predstavljati Maure, neprijatelje kršćana, ili pak u mješavini Španjolaca i Yoruba da predstavljaju viteza i u drugu ruku Oguna, yorupskog boga rata.

### Materijalna kultura
Rukotvorine Portorikanaca mogu se nabaviti u mnogim trgovinama Starog San Juana a i širom otoka. Figurice i maske osobito se prodaju tokom posljednjeg mjeseca u godini. Čipka je također poznati portorikanski proizvod, a ručno rađena čipka poznata kao 'bobbin lace'. Ova čipka osobito se radi u gradovima Aguadilla, Aguada, Moca, i Isabela, a porijeklo joj je europsko. 
Hamak, (eng. hammock ili na  španjolskom la hamaca (viseći kreveti), još su jedan portorikanski proizvod kojeg su naslijedili od Arawaka. Indijanci Latinske Amerike poznaju ga 1,000 godina, a srednjoamerički Monimbo Indijanci, proslavili su se po njemu. Hammock je udoban za spavanje i odmor, a dovoljno ga je rastegnuti i zavezati između dva drveta, ili dvije grede. Mreža hammocka plete se od vlakana kukuruza, magueya ili pamuka.

## Vanjske poveznice
- Puerto Rican culture
- Puerto Rican people
- A Puerto Rican Christmas  Arhivirana inačica izvorne stranice od 16. veljače 2014. (Wayback Machine)
- Puerto Rican Folkloric Dance & Cultural Center
- Popis stanovništva Portorika  Arhivirana inačica izvorne stranice od 18. lipnja 2008. (Wayback Machine)
- Alcapurria video  Arhivirana inačica izvorne stranice od 6. prosinca 2021. (Wayback Machine)